# Pardubice
Pardubice (în germană Pardubitz) este un oraș din Boemia răsăriteană, Cehia.
Se află lângă Râul Elba și Chrudimka[*], la o altitudine de 227 m deasupra nivelului mării. Are o suprafață de 82,655058 km². Populația este de 92.362 locuitori, determinată în 1 ianuarie 2024, pe criteriul de domiciliu.

## Personalități născute aici
- Smil Flaška (1349 - 1403), om politic, scriitor;
- Jiřina Petrovická (1923 - 2008), actriță;
- Otakar Janecký (n. 1960), jucător de hochei pe gheață;
- Jiří Skalák (n. 1992), fotbalist.

## Orașe înfrățite–orașe gemene
Este înfrățit cu:

Selb
Schönebeck
Rosignano Marittimo
Pernik
Comuna Skellefteå
Bełchatów
Çanakkale
Doetinchem
East Lothian
Golega
Jerez de la Frontera
Merano
Sežana
Vysoké Tatry
Waregem  